# Гресторп (комуна)
Комуна Гресторп (швед. Grästorps kommun) — адміністративно-територіальна одиниця місцевого самоврядування, що розташована в лені Вестра-Йоталанд у південно-західній Швеції.
Гресторп 240-а за величиною території комуна Швеції. Адміністративний центр комуни — місто Гресторп.

## Населення
Населення становить 5 639 чоловік (станом на вересень 2012 року). 
| Кількість населення комуни Гресторп за 1970-2010 роки | Кількість населення комуни Гресторп за 1970-2010 роки | Кількість населення комуни Гресторп за 1970-2010 роки | Кількість населення комуни Гресторп за 1970-2010 роки | Кількість населення комуни Гресторп за 1970-2010 роки |
| ----------------------------------------------------- | ----------------------------------------------------- | ----------------------------------------------------- | ----------------------------------------------------- | ----------------------------------------------------- |
| Рік                                                   |                                                       |                                                       | Населення                                             |                                                       |
| 1970                                                  | 1970                                                  |                                                       | 5 288                                                 | 5 288                                                 |
| 1975                                                  | 1975                                                  |                                                       | 5 259                                                 | 5 259                                                 |
| 1980                                                  | 1980                                                  |                                                       | 5 719                                                 | 5 719                                                 |
| 1985                                                  | 1985                                                  |                                                       | 5 892                                                 | 5 892                                                 |
| 1990                                                  | 1990                                                  |                                                       | 6 117                                                 | 6 117                                                 |
| 1995                                                  | 1995                                                  |                                                       | 6 144                                                 | 6 144                                                 |
| 2000                                                  | 2000                                                  |                                                       | 5 924                                                 | 5 924                                                 |
| 2005                                                  | 2005                                                  |                                                       | 5 762                                                 | 5 762                                                 |
| 2010                                                  | 2010                                                  |                                                       | 5 776                                                 | 5 776                                                 |
| Джерело: SCB                                          |                                                       |                                                       |                                                       |                                                       |

## Населені пункти
Комуні підпорядковано 1 міське поселення (tätort) та 2 сільські:
- Гресторп (Grästorp)
- Флакенберґ (Flakeberg)
- Сальстад (Salstad)

## Галерея

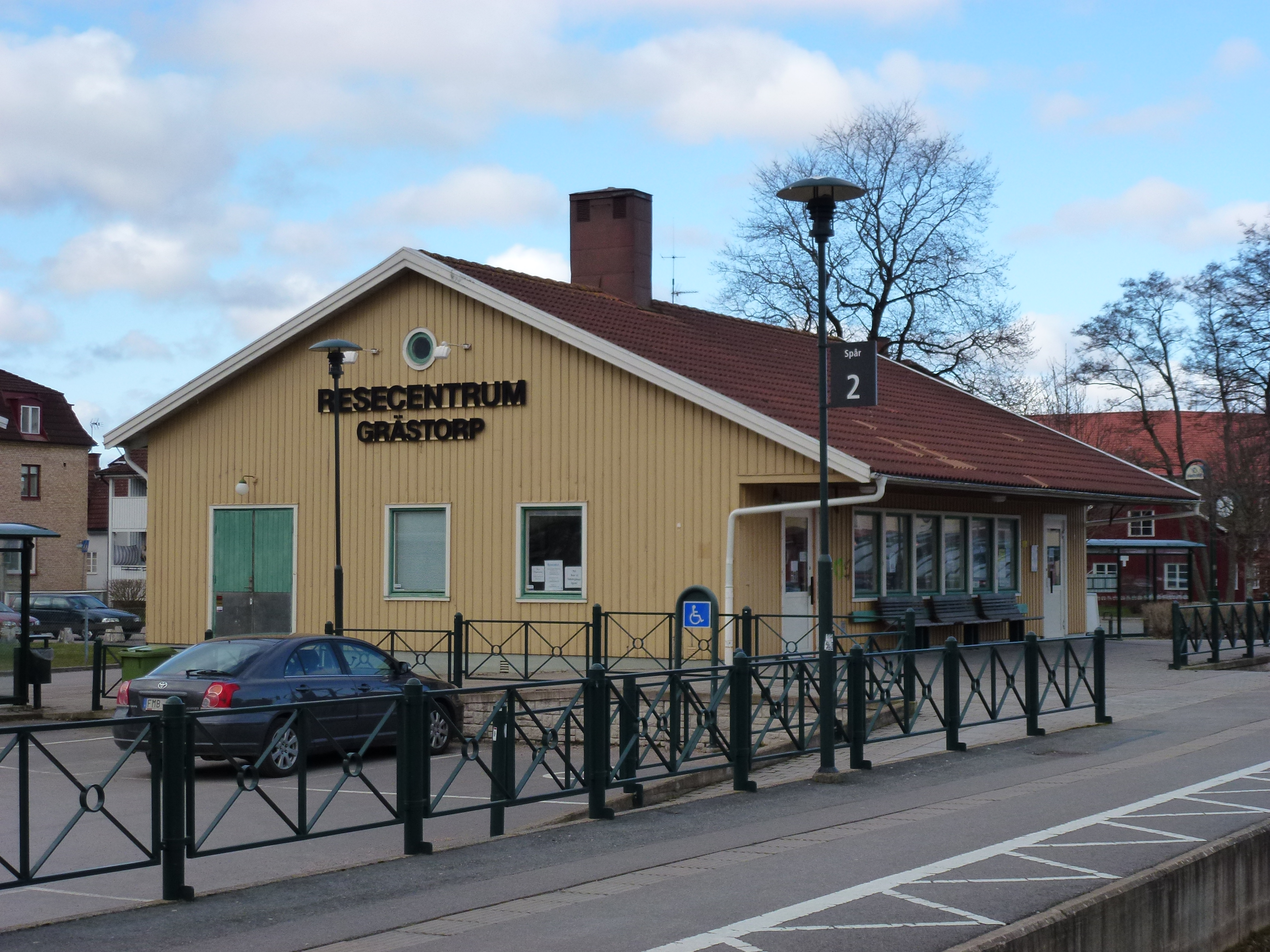
Станція Гресторп
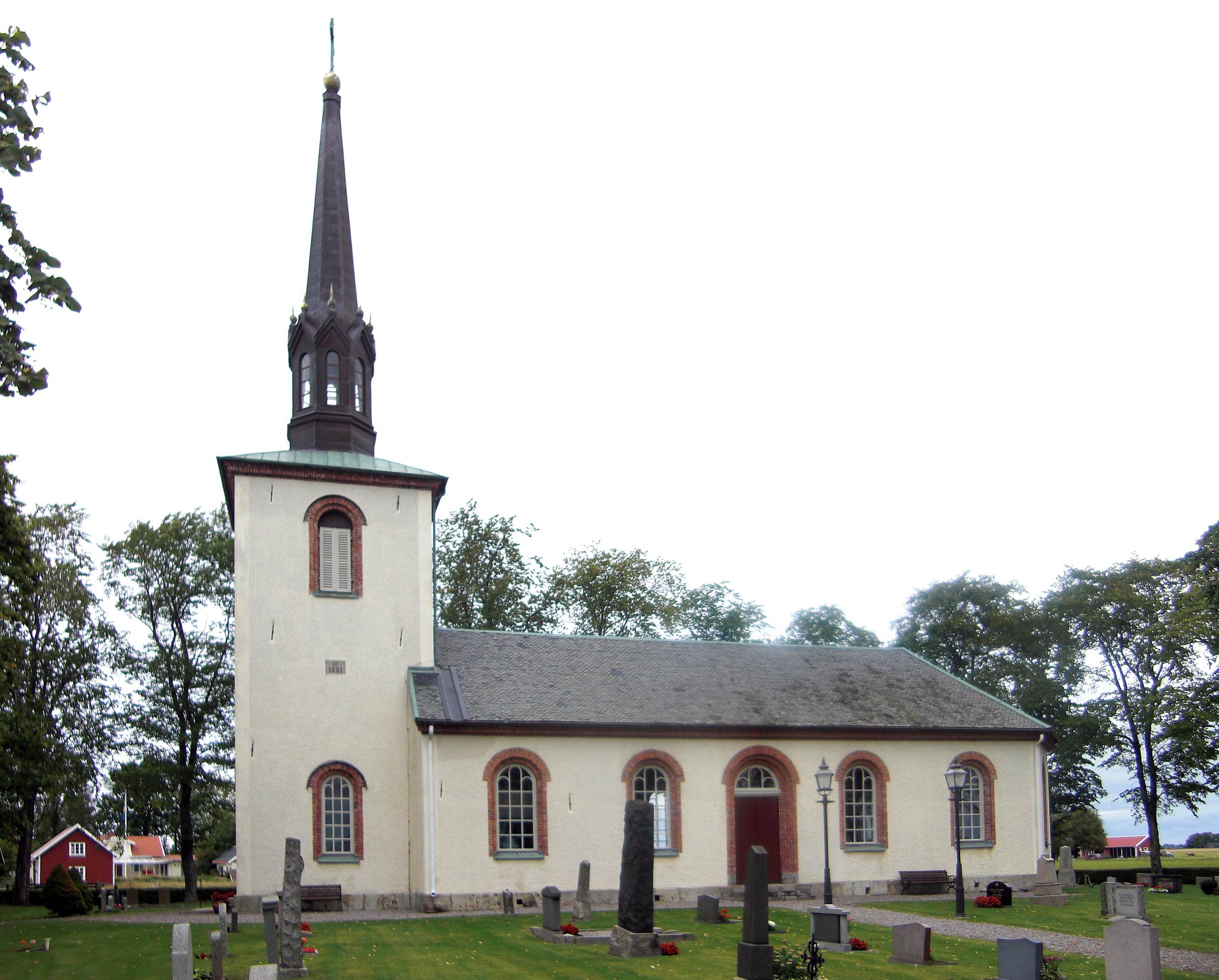
Церква (Саль)
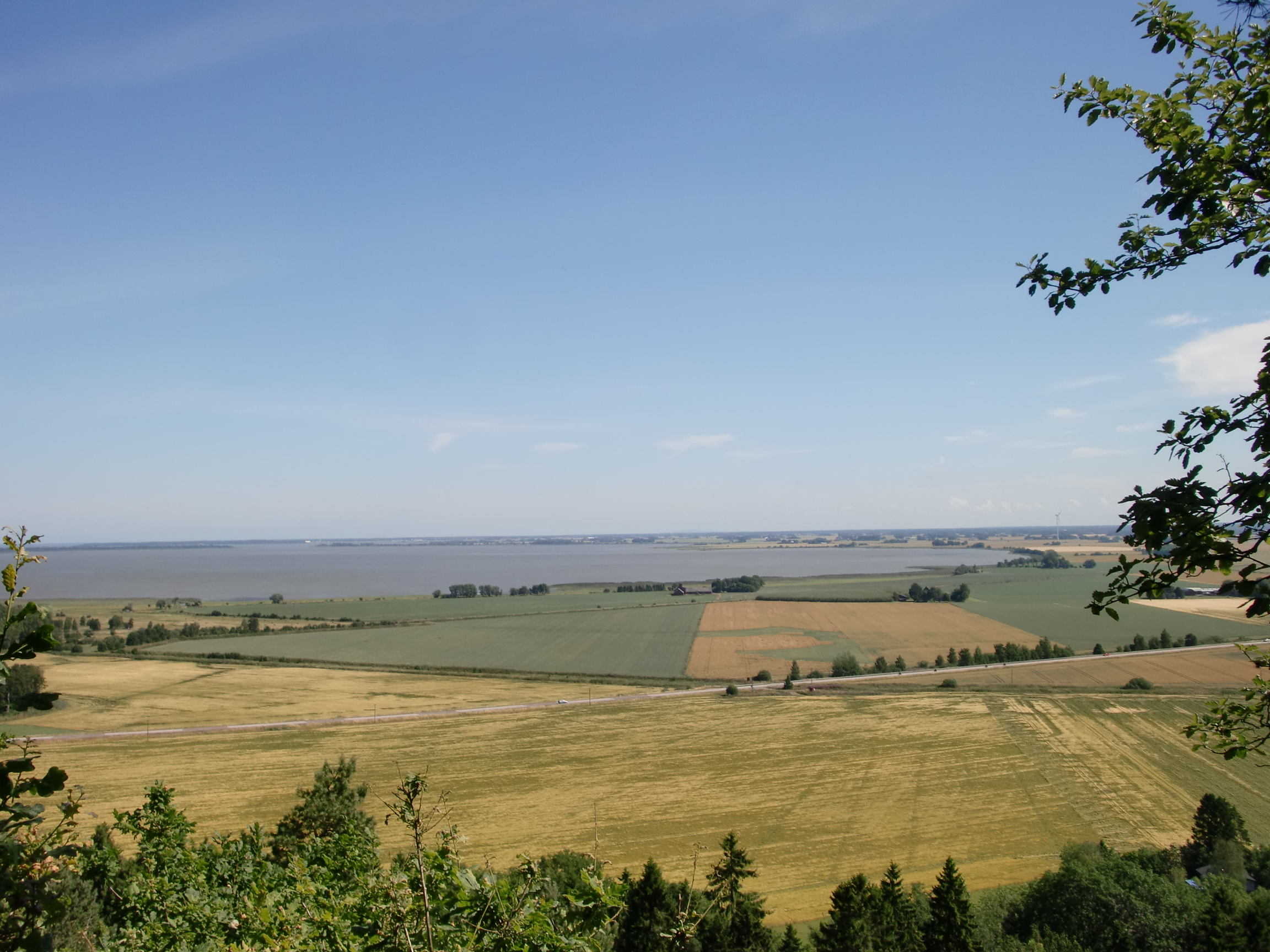
Затока Даттерн на озері Венерн

## Виноски
1. ↑  https://newsroom.notified.com/grastorps-kommun/posts/pressreleases/kent-larsson-avslutar-sina-uppdrag-i-grastorp
2. ↑  https://moderaterna.se/vastragotaland/nyhet/robert-fransson-ett-ar-som-kommunstyrelsens-ordforande-i-grastorp/
3. 1 2  https://www.sverigesradio.se/artikel/134351
4. ↑  Folkmangd i riket, lan och kommuner (шв.) . Центральне бюро статистики Швеції. Архів оригіналу за 20 серпня 2013. Процитовано 23 лютого 2013.